# Història de la probabilitat
En la història de la probabilitat s'ha de tenir en compte que la probabilitat té un aspecte dual: d'una banda la probabilitat o possibilitat de les hipòtesis donades i d'altra banda el comportament del procés estocàstic com són llançar monedes o daus a l'aire. L'estudi del comportament del procés estocàstic té el seu inici l'any 1654, quan Blaise Pascal i Pierre de Fermat inicien una correspondència en la qual es resolen correctament alguns problemes sobre jocs d'atzar.
La probabilitat es distingeix de l'estadística. (Vegeu Història de l'estadística). Mentre que l'estadística tracta de les dades i les seves inferències, la probabilitat estocàstica tracta dels processos aleatoris estocàstics que hi ha darrere de les dades o sortides.

## Etimologia
Probable deriven del llatí medieval probabilis i verisimilis, derivant des de Ciceró i aplicat generalment a una opinió que sigui plausible o aprovada generalment.

## Orígens
Les lleis d'evidència antigues i medievals desenvolupaven graus de prova, probabilitat, presumpció i mitja prova en les incerteses dels tribunals. Al Renaixement, per a les assegurances marítimes es van estimar els riscs intuïtius però sense una teoria de com calcular-los.
Els mètodes matemàtics de la probabilitat es consoliden amb la correspondència entre Pierre de Fermat i Blaise Pascal (1654), però abans d'ells altres autors havien intentat resoldre problemes plantejats en el context de l'atzar. Obres com el Llibre dels escacs, encarregat per Alfons X al segle xiii i en el qual es descriuen jocs com L'Atzar (amb llançaments de 3 daus), i l'obra enciclopèdica Summa, en què Luca Pacioli (1445-1517) inclou una resolució del problema dels punts, són exemples d'intents anteriors a Pascal i Fermat per entendre la probabilitat. Girolamo Cardano (1501-1576) va escriure Liber de Ludo Aleae, un llibre sobre jocs d'atzar amb consells pràctics i reflexions per als jugadors, i en la seva obra Practica arithmeticae et Mensurandi singularis apareix una solució del problema dels punts. Galileu (1564-1642) també es va dedicar a resoldre un problema sobre jocs d'aquest tipus. El problema dels punts va portar a diverses reflexions dels autors mencionats, però en faltava la resolució correcta, la qual va ser donada per Pascal i Fermat. A causa d'aquest gran pas, es considera que la probabilitat comença amb aquests dos savis i va ser Christiaan Huygens (1657) qui va donar un tractament matemàtic exhaustiu al tema.

## Seglexvii
Pierre de Fermat era un advocat i matemàtic francès. Va ser un dels inventors de la geometria analítica i, juntament amb René Descartes, va aplicar l'àlgebra a la geometria. A més, va crear la teoria de nombres i és famós pel «darrer teorema de Fermat» i pel «petit teorema de Fermat».
Blaise Pascal va ser un matemàtic, físic i filòsof cristià francès. Algunes de les seves aportacions a la ciència van ser l'aclariment del concepte de «buit» i «pressió», a més de l'anomenat «principi de Pascal», la construcció de calculadores mecàniques, el triangle de Pascal i el «teorema de Pascal», que fa referència a la geometria projectiva. Étienne Pascal, jurista i matemàtic francès pare de Blaise Pascal, coneixia Pierre de Fermat. Aquesta és una de les possibles raons per la qual Pascal i Fermat van iniciar una correspondència.
Quan el 1654, Pascal i Fermat van iniciar un diàleg escrit, Fermat vivia a Tolosa de Llenguadoc i Pascal a París. Per aquest motiu només es podien comunicar per mitjà de cartes. Utilitzant aquesta correspondència per discutir les seves hipòtesis, entre els dos van tractar tres problemes importants de la probabilitat: el problema del dau amb partides no jugades; el problema dels daus del cavaller de Méré i el problema dels punts.
Les cartes es van fer públiques en els cercles científics de París i la resolució dels problemes va cridar l'atenció d'altres matemàtics europeus. A partir d'aquest moment, van començar a sorgir una sèrie de publicacions molt importants per consolidar la probabilitat entre el final del segle xvii i el principi del segle xviii.

### Epistemologia de les cartes
La correspondència entre Pascal i Fermat durant l'estiu de 1654 consta de cinc cartes d'un possible total de set (algunes es van perdre), més una de comiat. Aquesta correspondència va durar del juny-juliol al setembre-octubre d'aquell mateix any. En particular, les cartes que no es conserven són de la fase inicial d'aquesta sèrie. Una carta de Fermat no té data però és situada en primer lloc, ja que pel seu contingut sembla que sigui la primera que va ser escrita de les que es conserven.

#### Carta perduda
Carta de Pascal a Fermat en la que Pascal planteja els problemes que seran el motiu de la seva correspondència.

#### Carta de Fermat a Pascal, sense data
Carta, amb data desconeguda, que comença la correspondència entre Pascal i Fermat. Aquest últim, autor de la carta, dona resposta a una altra escrita per Pascal (perduda) i li proposa la resolució del problema del dau amb partides no jugades. Fermat canvia una mica l'enunciat del problema i el resol. Anàlogament, explica el perquè de l'error de Pascal en la carta anterior, en donar el resultat del problema.

#### Carta de Pascal a Fermat, 29 de juliol de 1654
Pascal comença admirant la resolució del problema del dau amb partides no jugades que prèviament li havia enviat Fermat, sobretot la solució de les entregues del total apostat, i sent una gran alegria en veure que en un resultat han coincidit. Tot seguit mostra un exemple més curt i clar sobre les entregues, suposant casos fins a arribar a l'indicat. Després d'això, proposa el problema de saber el valor de la primera partida, donat el nombre de partides que es vulgui.
El resol amb l'ajut de dues proposicions aritmètiques: 
La primera diu que si agafem n lletres qualssevol, per exemple 8, el nombre que surt de sumar la meitat de les combinacions possibles de n/2 (4) lletres, amb les combinacions de n/2+1 (5 lletres), n/2+2 (6 lletres), etc., fins a les combinacions de n/2 (8 lletres), és igual al nombre que ocupa la posició (4) de la progressió quaternària d'origen 2.
La segona diu que el valor de la primera partida de n (per exemple 5) és igual a la fracció que té per numerador la meitat de les combinacions de les partides que falten per jugar, n-1 (4), sobre el doble d'aquest, 2(n-1) (8), i per denominador la suma del numerador més les combinacions que falten fins a arribar a 2(n-1) (8). Aquesta fracció serà igual al nombre que surt del producte dels n primers nombres parells com a numerador i el producte dels n primers senars com a denominador, el que entenem com el quocient del doble factorial de 2n i del doble factorial de 2(n-1). Pascal s'ofereix a enviar-li una taula amb resultats sobre el problema esmentat.
Després d'això, Pascal comenta el problema dels daus del Cavaller de Méré.
A continuació, demostra que la diferència de dos cubs consecutius menys 1 és sis vegades els nombres continguts en l'arrel més petita d'aquests, utilitzant el lema que diu que el doble de la suma de n nombres, començant per la unitat, és igual a n per n+1.
Acaba la carta afegint-hi dos problemes que ha resolt de la mateixa manera que aquest últim i deixant clara l'admiració que sent per Fermat quan s'acomiada.

#### Carta perduda (problemes Méré i punts)
Contestació de Fermat a Pascal.

#### Carta de Pascal a Fermat, 24 d'agost de 1654
En aquesta carta, Pascal dona noves opinions a Fermat sobre les divisions entre diversos jugadors, explicant que en l'anterior carta no ho havia fet per por de trencar l'enteniment mutu entre els dos. Pascal afirma que quan hi ha només dos jugadors, el mètode de Fermat funciona a la perfecció, però que, si hi ha tres jugadors, el resultat ja no és massa acurat.
La raó que dona Pascal és que és un error basar el mètode sobre la suposició que s'han de jugar quatre jocs, perquè quan a un jugador li calen dos jocs i a l'altre tres, no té per què ser veritat que s'hagin de jugar quatre jocs, sinó que és possible que, per estar segurs, només se'n juguin dos o tres. Finalitzada la seva demostració, Pascal demana l'opinió sobre el seu mètode a Fermat.

#### Carta de Fermat a Pascal, 29 d'agost de 1654
Fermat comença dient a Pascal que el més sensat és estar d'acord amb ell, ja que no té por de «sortir-se del camí». Després li fa saber que està força ocupat i que li agrairia que li donés un descans, però no abans de respondre sobre els tres jugadors que juguen una partida de dos jocs.
Tot seguit, però, sembla que perd interès per aquest problema i comença a parlar de problemes de teoria de nombres. Així que Fermat presenta una proposició, de la qual encara no ha trobat la prova completa, que troba «nombres que estiguin en una determinada raó amb les seves parts alíquotes» (els divisors propis). És la següent: els quadrats de les potències de 2, incrementats d'una unitat, són sempre nombres primers. Finalment s'acomiada dient que ja en parlaran.

#### Carta de Fermat a Pascal, 25 de setembre de 1654
En aquesta carta, escrita gairebé un mes després de l'anterior, Fermat respon més pausadament al problema que Pascal proposava sobre les divisions entre diversos jugadors, que havia causat un no enteniment en el seu resultat. Fermat li explica que el resultat bo és aquell el qual Pascal ha arribat amb el seu mètode(el de Pascal), ja que per utilitzar el mètode de Fermat ha de considerar que l'ordre és important, cosa que en el cas de dos jugadors no passa. Per explicar-li, Fermat introdueix la regla de probabilitats totals i diu que, sense recórrer a la ficció, és a dir, sense afegir partides fictícies, proporciona una solució que és proporcional a la solució amb l'extensió de jocs imaginaris. Un cop explicat això i havent arreglat el mal entès, Fermat insisteix en un dels temes que més li agradava: la teoria de nombres.

#### Última carta 27 d'octubre de 1654
En l'última carta que Pascal escriu a Fermat, li diu que ell ja està satisfet, i que es busqui un altre amb qui mantenir correspondència sobre els seus problemes aritmètics. Pascal s'acomiada i anima Fermat perquè segueixi endavant amb els seus resultats.

### Resolució dels problemes proposats
En la correspondència Fermat–Pascal s'esmenten els tres problemes mencionats, que van ser proposats a Pascal pel cavaller de Méré en algun moment entre 1652 i 1654.

#### El problema dels daus del cavaller de Méré
En llençar dos daus, quants llançaments són necessaris per tenir una probabilitat més gran que 0.5 d'obtenir almenys un doble sis?
El cavaller de Méré sabia que, si intentava treure un sis en llançar un dau perfecte, en quatre tirades tenia un avantatge al seu favor de 671 davant de 625. Si volia treure un doble sis amb dos daus, hi hauria un desavantatge en intentar-ho en 24 llançaments. Però, 24 és a 36 com 4 és a 6 (on 36 i 6 són el nombre de cares dels daus). Aquí hi ha una contradicció que el cavaller de Méré va veure i el va fer dubtar de la mateixa veritat de l'aritmètica. Méré creia que, si per tenir almenys el 50 per cent de probabilitats de treure un sis tirant un sol dau s'havien de fer com a mínim quatre llançaments, aquesta proporció (4:6) s'hauria de mantenir en tirar dos daus. Així doncs, 4:6::24:36. En canvi, ell trobava que li calien, almenys, vint-i-cinc llançaments i d'aquí la seva confusió.
Pascal va enviar una carta a Fermat exposant aquest problema, però la contestació de Fermat ha desaparegut i, com en la resta de la correspondència no tornen a parlar sobre aquest assumpte, no coneixem «la solució» de Pascal, ni tampoc com Méré coneixia que, efectivament, no hi ha avantatges en vint-i-quatre tirades de dos daus.

#### El problema del dau amb partides no jugades
Aquest problema es troba en la que és, fins ara, la primera carta trobada de la correspondència entre Pascal i Fermat. Aquesta carta, escrita per Fermat, dona resposta a una carta anterior, la qual s'ha perdut on es planteja el problema següent:
| « | Un jugador B aposta una certa quantitat de diners a què un jugador A no serà capaç d'aconseguir treure un sis al llançar un dau 8 cops. Anàlogament, el jugador A aposta que sí que ho aconseguirà. La gràcia està en el fet que el jugador A ja ha jugat tres de les vuit partides, sense èxit, i el jugador B no vol que en jugui una quarta. És aquí on sorgeix el problema, quan no saben quina quantitat del total apostat li correspon al jugador A pel fet de deixar de jugar. | » |

Un jugador B aposta una certa quantitat de diners a què un jugador A no serà capaç d'aconseguir treure un sis al llançar un dau 8 cops. Anàlogament, el jugador A aposta que sí que ho aconseguirà. La gràcia està en el fet que el jugador A ja ha jugat tres de les vuit partides, sense èxit, i el jugador B no vol que en jugui una quarta. És aquí on sorgeix el problema, quan no saben quina quantitat del total apostat li correspon al jugador A pel fet de deixar de jugar.
Segons Pascal, al llançador li correspon {\displaystyle {\frac {125}{1296}}} del total apostat pel següent motiu, explicat
per Fermat:
Dividim el problema en quatre casos, segons la probabilitat que surti el sis en els quatre primers llançaments.
Primer: la probabilitat que surti el sis en el primer llançament és de {\displaystyle {\frac {1}{6}}}, que és la part del total que s'hauria d'emportar el jugador A.
Segon: que surti a la segona tirada vol dir que no surti en la primera, o sigui {\displaystyle {\frac {5}{6}}}, i que surti en la segona, {\displaystyle {\frac {1}{6}}}. Per tant, correspondria {\displaystyle {\frac {5}{6}}*{\frac {1}{6}}={\frac {5}{36}}} del total apostat.
Tercer: si surt al tercer llançament, vol dir que no ha sortit ni al primer ni al segon, per tant li correspondria {\displaystyle \left({\frac {5}{6}}\right)^{2}*{\frac {1}{6}}={\frac {25}{216}}} del total apostat.
Quart: és fàcil veure que la proporció que correspon a què surti el sis en la quarta tirada és {\displaystyle \left({\frac {5}{6}}\right)^{3}*{\frac {1}{6}}={\frac {125}{1296}}} de la quantitat total, i aquesta és la solució que dona Pascal al problema.
Fermat, però, planteja el problema de forma diferent. En comptes de jugar les tres primeres partides i deixar de jugar, comença dient que no jugarà les quatre primeres i, contradient Pascal i pel fet de la independència de cada jugada, diu que les partides ja jugades segons Pascal no influeixen en les que queden per jugar. Per tant, segons Fermat (solució correcta), al jugador A li correspon {\displaystyle {\frac {1}{6}}} de la quantitat total, tant en la quarta tirada com en qualsevol d'aquestes.

#### El problema dels punts
Un cop ja resolt el problema del dau amb partides no jugades, Pascal va plantejar el problema realment difícil: el de la divisió de les apostes en una partida a diferents jocs.
| « | Dos jugadors, A i B, fan una aposta d'una certa quantitat de diners a una partida en la que han de guanyar una sèrie de jocs independents entre si, on cada jugador té les mateixes probabilitats de guanyar. Com s'han de repartir els diners si la partida s'interromp abans que un dels jugadors hagi guanyat el nombre necessari de jocs? | » |

Aquest problema, també conegut com a problema de les partides, consisteix a determinar l'esperança matemàtica de cada jugador en un moment determinat del joc. No era un problema nou. La primera versió de què es té notícia és de Luca Pacioli, qui el 1494 en va donar una solució errònia. El problema també va ser abordat per altres matemàtics, com Cardano i Tartaglia, que tampoc el van resoldre correctament. Aquest problema es trobava en molts llibres en diferents versions, d'on segurament el va treure el cavaller de Méré i el va fer arribar a Pascal i Fermat. Tots dos el van saber resoldre.

##### Solució de Pascal
Pascal el va resoldre de dues maneres diferents. La primera, en el carteig amb Fermat, mitjançant una recurrència amb la qual obté una solució concreta al problema que planteja, però no la solució general. Després, amb l'ajuda del triangle aritmètic, obté la solució general en termes de nombres combinatoris que demostra per inducció.
En el raonament inicial, per recurrència, Pascal va estudiar moltes de les situacions possibles. La primera situació que va estudiar, tenint present que el problema plantejat d'una partida és a tres jocs i una aposta de 32 pistoles per cada un (64 en total), va ser la de l'empat a 2. Pascal estableix que, en cas d'empat, l'aposta total es reparteix al 50 per cent, cadascú retira la seva aposta i ja està.
La segona situació va ser la del primer jugador amb dues partides guanyades. Així doncs, al primer jugador li'n falta una i, com el segon només en té una, a aquest li'n falten dues. Pascal argumenta que, si dos jugadors juguen a un joc d'atzar, amb la condició que si el primer jugador guanya li correspon una quantitat i si perd li correspon una quantitat menor, en el cas que desitgin separar-se sense jugar (prenent cadascú allò que li pertany), la millor manera serà que el primer jugador prengui allò que seria seu si perdés, juntament amb la meitat de la diferència entre això i la quantitat que li correspondria si guanyés.
El cas plantejat consistiria en el següent: 
Si tenim dos jugadors A i B, amb 2 i 1 jocs a favor respectivament, es pot descriure la situació que descriu Pascal així:
La probabilitat de cada una de les branques és d' {\displaystyle {\frac {1}{2}}}. Per tant, si el joc continua, A té una probabilitat de guanyar la partida de {\displaystyle {\frac {1}{2}}+{\frac {1}{4}}={\frac {3}{4}}}. Per tant, la seva esperança matemàtica és de {\displaystyle 64*{\frac {3}{4}}=48} pistoles. El raonament de Pascal és el següent: si el jugador A guanya el joc, s'enduu la totalitat de l'aposta, si perd, li corresponen 32 pistoles. Com en el pitjor dels casos guanyarà 32, aquestes són seves i les altres es reparteixen al 50%, ja que els dos tenen la mateixa probabilitat de guanyar.
Fins aquí Pascal encara no té una recurrència general, ja que els dos casos als que ha arribat porten a un repartiment clar de les apostes.
En el següent cas, estudiat Pascal, planteja ja una recurrència (més o menys entesa com s'entén avui en dia). Ara Pascal analitza la situació en la qual al primer jugador li falta un joc per guanyar la partida i al segon li'n falten 3 (és a dir, que en té 0 guanyades). Si A guanya el següent joc s'enduu tota l'aposta, si el perd es torna a repetir la situació anterior, en la que ja estava clar que li'n tocaven 48. Com en el pitjor dels casos en guanya 48, les reclama i les altres 16 les reparteixen a parts iguals, perquè tots dos tenen la mateixa probabilitat de guanyar-les. A s'endú, en total, 56 pistoles.
Es pot reformular, en termes de l'esperança matemàtica del primer jugador, la recurrència plantejada per Pascal. Si la partida es juga a n jocs i A n'ha guanyat k i B n'ha guanyat m {\displaystyle (0\leq k,m\leq n)}, l'esperança matemàtica d'A es denota com {\displaystyle E^{n}(k,m)}. Si l'aposta total es S, l'esperança de B serà {\displaystyle S-E^{n}(k,m)}. Per tant, l'esperança del primer jugador determina la del segon. La recurrència quedaria:
{\displaystyle E^{n}(k,m)={\frac {E^{n}(k+1,m)+E^{n}(k,m+1)}{2}}}
S'observa que es compleix el següent:
{\displaystyle E^{n}(k,k)={\frac {S}{2}},\forall k;E^{n}(n,m)=S,E^{n}(k,n)=0,\forall k,m}
Es verifica l'esmentat abans: si els dos queden empatats, es reparteix l'aposta a parts iguals i si un guanya, s'ho endú tot.
Més tard, quan Pascal va resoldre el problema amb l‘ajuda del triangle aritmètic, va veure que era millor treballar amb termes de n-k, el que permetia una recurrència molt més elegant.
Si a A li falten p partides per guanyar i a B q, posant en termes de l'esperança del primer jugador i anomenant-la {\displaystyle F(p,q)}. Amb aquest plantejament es pot obviar el valor de n i establir la següent recurrència:
{\displaystyle F(p,q)={\frac {1}{2}}(F(p-1,q)+F(p,q-1))}
Veiem que també es verifica:
{\displaystyle F(0,q)=S;F(q,0)=0;F(q,q)={\frac {S}{2}},\forall q}
De fet si la partida es juga a jocs,
{\displaystyle E^{n}(k,m)=F(n-k,n-m)}
El següent arbre de decisió reflecteix la recurrència ({\displaystyle F(p,q)={\frac {1}{2}}(F(p-1,q)+F(p,q-1))}):
Amb tot això Pascal no es va quedar satisfet, ja que no va aconseguir trobar una solució (des del punt de vista d'un terme general) que amb un càlcul pogués calcular l'esperança d'un jugador. El procés que utilitza és que, donada una situació qualsevol, li aplica la recurrència anterior fins que arriba a una condició de contorn que li permet trobar un resultat numèric. Aleshores Pascal comença a fer càlculs una mica més estranys i calcula la part de l'aposta del perdedor que correspon al guanyador.
Pascal fa el següent raonament, per trobar el seu «mètode universal». Si el joc s'atura amb un marcador de 0 a 0, el jugador A no té cap avantatge sobre el B i tots dos retiren la seva aposta sense guanys. Però si el joc quedés 1 a 0 a favor d'A, aquest s'enduria 44 pistoles, de les quals 32 són de la seva aposta i les altres 12 són de l'aposta de B. D'aquí Pascal conclou que la primera partida té un valor de 12 pistoles. De la mateixa manera, si guanya A 2 a 0, li corresponen 56 pistoles, de les 20 que li quedaven al perdedor, 12 més passen a ser del guanyador. Per acabar, amb el marcador 3 a 0, el guanyador rep tota l'aposta, 64 pistoles, que són 8 més de les que rebia quan anaven 2 a 0, per tant afirma que el valor de la tercera partida és de 8 pistoles.
En termes generals, si un jugador no ha guanyat cap joc en una partida a n jocs i una aposta total S, el valor del joc k per al primer jugador, en termes de l'aposta del perdedor, és:
{\displaystyle V^{n}(k)=E^{n}(k,0)-E^{n}(k-1,0)}
El valor del primer joc, en el cas particular k=1, és:
{\displaystyle V^{n}(1)=E^{n}(1,0)-E^{n}(0,0)=E^{n}(1,0)-{\frac {S}{2}}}
Pascal conjectura, mitjançant una inducció incompleta i la seva recurrència que es verifica:
{\displaystyle V^{2}(2)=2*V^{3}(3);V^{3}(3)=2*V^{4}(4);...;V^{n-1}(n-1)=2*V^{n}(n)}
Per tant, si l'aposta de cada jugador és {\displaystyle {\frac {S}{2}}}, 
{\displaystyle V^{n}(n)={\frac {V^{2}(2)}{2^{n-1}}}={\frac {1}{2^{n-1}}}*{\frac {S}{2}}}
ja que {\displaystyle V^{2}(2)=E^{2}(2,0)-E^{2}(1,0)={\frac {S}{4}}={\frac {1}{2}}*{\frac {S}{2}}}.
També troba una manera per saber el valor del primer joc en termes de l'aposta del perdedor. En el cas que es jugui una partida a 5 jocs, amb una aposta total de 2*8!! (doble factorial), i el primer jugador porti un joc guanyat, llavors la part de l'aposta del perdedor, la qual correspon al primer jugador, és 7!!.
Generalitzant, en el cas que al primer jugador li faltin n jocs per guanyar i a l'oponent n+1, la part de l'aposta del segon que anirà a parar al primer en cas de divisió serà:
{\displaystyle V^{n+1}(1)={\frac {(2n-1)!!}{(2n)!!}}}
Pascal no va trobar cap manera de demostrar aquest resultat només amb recurrències i va utilitzar el càlcul combinatori, que és la tècnica de Fermat.
Pascal va seguir treballant per donar una solució definitiva del problema, ja que es posa a estudiar la situació en què el primer jugador té un cert nombre de jocs i el segon en té zero.
Ja havia trobat la solució al problema del càlcul de {\displaystyle V^{n}(1)} amb l'ajuda del triangle aritmètic. A partir d'una de les conseqüències del triangle aritmètic també va deduir el següent:
{\displaystyle V^{n+1}(1)={\frac {(2n-1)!!}{(2n)!!}}={\frac {(2n)!}{2^{2n}n!n!}}={\frac {2n \choose n}{2^{2n}}}}
i amb aquesta última forma ho deixa tot per tancat.

##### Solució de Fermat
La solució que va donar Fermat és coneguda gràcies a la carta de Pascal del 24 d'agost de 1654. Fermat mostra el seu geni donant una solució combinatòria al problema. El que fa és calcular el màxim de jocs que s'han de jugar per a què es decideixi la partida i estudia tots els possibles finals, considerant-los tots equiprobables.
Pascal va explicar la solució de Fermat de la següent manera: primer va calcular com es poden combinar entre dos jugadors quatre jocs, que són 16 maneres diferents. Ens diu que aquesta situació és equivalent a què llancem quatre cops un dau de dues cares, anomenem a la cara que dona el joc al jugador A i l'altra b, llavors tenim: 
| aaaa | A | baaa | A |
| aaab | A | baab | A |
| aaba | A | baba | A |
| aabb | A | babb | B |
| abaa | A | bbaa | A |
| abba | A | bbab | B |
| abab | A | bbba | B |
| abbb | B | bbbb | B |

Observem que, com que al primer jugador només li calen dos jocs per guanyar la partida, A guanya en 11 dels 16 finals possibles. En conseqüència, A s'enduu {\displaystyle {\frac {11}{16}}} de pistoles, és a dir, 44 pistoles. B se n'endurà, llavors, {\displaystyle {\frac {11}{16}}} de 64, 20 pistoles.
Pascal encara va una mica més lluny i utilitza el mètode de Fermat per resoldre un cas de tres jugadors en la situació que al primer li manca un joc i als altres dos els en manquen dos a cadascun. En aquest cas tenim 27 casos possibles. A més aquí es presenta una nova dificultat: que poden guanyar dos jugadors alhora. Això obliga a repartir les apostes al 50%.
Pascal, després de fer els càlculs, conclou que el primer jugador guanya indiscutiblement en 13 casos i ha de compartir la victòria en uns 6 més. Aleshores l'esperança matemàtica del primer jugador és
13+6·0.5=16.
Per altra banda, aplicant les seves recurrències, Pascal arriba a un resultat diferent. El repartiment obtingut amb les recurrències de Pascal no és el de 16, 5.5 i 5.5 sinó 17, 5, 5.
Fermat, en referència a aquest desacord al que arriba Pascal, respon que la solució correcta és la de 17, 5, 5. L'argument en el que es basa és en el que es coneix avui dia com el teorema de les probabilitats totals, on apareix per primer cop a la història.
Després d'això, s'acaba la correspondència de cartes entre Pascal i Fermat. Fermat va voler que Pascal encara considerés algun problema d'aritmètica, però Pascal diu que ja no s'hi atreveix i li
recomana que es busqui un altre matemàtic amb el que discutir.

## Seglexviii
Jacob Bernoulli a la seva obra pòstuma Ars Conjectandi (1713) i Abraham de Moivre a The Doctrine of Chances (1718) van aprofundir en el tractament matemàtic de la probabilitat, mostrant com calcular un ampli ventall de probabilitats complexes. Bernoulli provà una versió de la fonamental llei dels grans nombres.

## Seglexix
El poder dels mètodes de probabilitat per tractar la incertesa va ser mostrat per Gauss en la determinació de l'òrbita de Ceres (planeta nan) feta amb poques observacions. Va fer servir la teoria dels errors amb l'assumpció de la distribució normal.
Ludwig Boltzmann i J. Willard Gibbs aplicaren la mecànica estadística en les propietats dels gasos.

## Segle XX
R. A. Fisher i Jerzy Neyman connectaren, amb les hipòtesis estadístiques, profundament la probabilitat i l'estadística molt aplicada actualment a experiments psicològics i biològics (en medicines i drogues). Per exemple la hipòtesi que un medicament sigui efectiu dona lloc a una distribució de probabilitat que es podrà observar si la hipòtesi és certa.